# Internet Radio Linking Project
Das Internet Radio Linking Project verbindet Amateurfunkstationen miteinander unter Zuhilfenahme von Relaisstationen, die über das Internet untereinander verbunden sind.
Die ersten IRLP-Knoten wurden 1997 in Kanada aufgebaut.